# Religión y pena capital
La mayor parte de las religiones tienen una posición ambigua en la moralidad de la pena capital. Si bien en la actualidad la mayoría de las religiones se oponen en mayor o menor medida a la pena de muerte, lo cierto es que durante siglos, clérigos, sacerdotes y mandatarios creyentes la han aplicado, siendo ello solicitado, aprobado o bendecido por todo tipo de autoridades religiosas. Los movimientos abolicionistas han tenido históricamente un carácter más político e ilustrado que religioso; así como en la lucha por la abolición de la esclavitud las distintas iglesias cristianas jugaron un papel relevante, esto no ha sucedido en la lucha contra la pena de muerte. En ningún país se ha abolido la pena de muerte fundamentalmente por presión de las autoridades religiosas locales, y ciertas creencias religiosas parecen dificultar en ocasiones la erradicación de la pena capital en determinados países.
Las religiones suelen basarse en un cuerpo de enseñanzas y escrituras que pueden ser interpretadas tanto a favor como en contra de la pena de muerte. El catolicismo no acepta, actualmente, la pena de muerte como forma de obtener justicia, tras la modificación de su catecismo en agosto de 2018.
En el pasado, algunas religiones sentenciaban a personas a muerte tanto por convertirse a su religión (ej.: brujas que se convierten al cristianismo) como por convertirse a otra; Otras apuntaban en la dirección escrita en el Corán: No hay compulsión en la religión (2:256).

## Budismo
A partir de su aparición, hacia el año 500 a. C., el budismo desarrolló un conjunto de doctrinas que proscriben el derramamiento de sangre. El primero de los Cinco Preceptos (Panca-sila) prescribe abstenerse de la destrucción de vida, mientras que el Capítulo 10 del Dhammapada establece que “todos temen el castigo, todos temen la muerte, tal como tú. Por ello no mates o causes la muerte”. Estos conceptos han sido alegados por funcionarios japoneses como justificación para abstenerse de firmar sentencias de muerte.

## Cristianismo

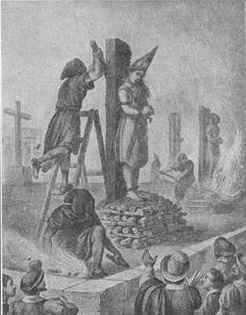
Ejecución de Mariana de Carvajal (judía conversa), Ciudad de México, 1601.

### Argumentos a favor de la pena capital basados en la Biblia y concretamente en el Antiguo Testamento
La Biblia propone, ordena o presupone la pena capital, u ordena matar a ciertas personas o grupos de personas en múltiples pasajes de las Escrituras del Antiguo Testamento, como:
- Génesis 9:6 “El que derramare sangre de hombre, por el hombre su sangre será derramada“,
- Apocalipsis 13:10 “Si alguno mata a espada, a espada debe ser muerto“,
- Núm. 35:30-34 VRV: “Cualquiera que diere muerte a alguno, por dicho de testigos morirá el homicida; mas un solo testigo no hará fe contra una persona para que muera. Y no tomaréis precio por la vida del homicida, porque está condenado a muerte; indefectiblemente morirá".
- La pena por violar el mandamiento de Éxodo 20:13 (no matarás) es precisamente la pena de muerte (Ex. 21:12; Nm.35:16-21). Éxodo 21: 12-14: "El que hiere a alguien causándole la muerte morirá irremisiblemente. Pero si él no lo premeditó, sino que Dios permitió que cayera en sus manos, entonces yo te pondré el lugar al cual ha de huir. Pero si alguno se acalora contra su prójimo y lo mata con alevosía, lo quitarás de mi altar para que muera".
- Levítico 24:17,21: "Asimismo, el hombre que hiera de muerte a cualquier persona morirá irremisiblemente. El que mate a un animal lo restituirá, pero el que mate a un hombre morirá".
- Éxodo 21:23-25: "Pero si ocurre un daño mayor, entonces pagarás vida por vida, ojo por ojo, diente por diente, mano por mano, pie por pie, quemadura por quemadura, herida por herida, golpe por golpe".
- Levítico 20:6,9: "Si alguien consulta a los nigromantes, y a los adivinos, prostituyéndose en pos de ellos, yo volveré mi rostro contra él y lo exterminaré… Todo hombre que maldijere a su padre o a su madre, de cierto morirá".
- Levítico 20,10-21: "Si un hombre cometiere adulterio con la mujer de su prójimo, el adúltero y la adúltera indefectiblemente serán muertos… Si alguno se cohabitare con varón como con mujer, abominación hicieron; ambos han de ser muertos... El que tomare mujer y a la madre de ella, comete vileza; quemarán con fuego a él y a ellas… Cualquiera que tuviere cópula con bestia, ha de ser muerto, y mataréis a la bestia. Y si una mujer se llegare a algún animal para cohabitar con él, a la mujer y al animal matarás… El varón que se acueste con mujer durante el tiempo de la regla… Ambos serán exterminados de entre su pueblo".
- Levítico 21,9: "Y la hija del sacerdote se profana prostituyéndose, a su padre deshonra; quemada será al fuego".
- Levítico 24,16: "El que blasfemare el nombre de Dios, ha de ser muerto irremisiblemente. Toda la congregación lo apedreará; así el extranjero como el natural, si blasfemare el Nombre, que muera".
- Deuteronomio 21,18-21: "Si alguno tuviere un hijo contumaz y rebelde, que no obedeciere a la voz de su padre ni a la voz de su madre, y habiéndole castigado, no les obedeciere; entonces lo tomarán su padre y su madre, y lo sacarán ante los ancianos de su ciudad, y a la puerta del lugar donde viva… Entonces todos los hombres de su ciudad lo apedrearán, y morirá; así quitarás el mal de en medio de ti".
- 2 Samuel 6,4-7: El pecado de tocar el arca de Dios merece la pena de muerte: "Cargaron el arca de Dios en una carreta nueva… Uzzá y Ajyó, hijos de Abinadab, conducían la carreta… Uzzá caminaba al lado del arca de Dios y Ajyó iba delante de ella… Al llegar a la era de Nakón, extendió Uzzá la mano y la sujetó porque los bueyes amenazaban volcarla. Entonces la ira de Dios se encendió contra Uzzá; allí mismo le hirió Dios por este atrevimiento y murió allí junto al arca de Dios".
- Deuteronomio 13,6-10: "Si tu hermano, tu hijo o tu hija, la esposa que reposa en tu seno o el amigo que es tu otro yo, trata de seducirte en secreto diciéndote: Vamos a servir a otros dioses, No accederás ni le escucharás, tu ojo no tendrá piedad de él, no le perdonarás ni le encubrirás, sino que le harás morir; tu mano será la primera sobre él para darle muerte, y después la mano de todo el pueblo. Le apedrearás hasta que muera, porque trató de apartarte de Yahvé tu Dios".
- Deuteronomio 13,12-16: "Si oyes decir que en una de las ciudades que tu Dios te da para habitar en ella, algunos hombres, malvados… han seducido a sus conciudadanos diciendo: Vamos a dar culto a otros dioses… Y si es verdad, si se comprueba que en medio de ti se ha cometido tal abominación, herirás a filo de espada a los moradores de la ciudad, destruyéndola con todo lo que en ella hubiere, y también matarás sus ganados a filo de espada. Y juntarás todo su botín en medio de la plaza, y consumirás con fuego la ciudad y todo su botín, todo ello, como holocausto a tu Dios, y llegará a ser un montón de ruinas para siempre; nunca más será edificada".
- Deuteronomio 17,5-7: "Entonces sacarás a tus puertas al hombre o a la mujer que hubiere hecho esta mala cosa, sea hombre o mujer, y los apedrearás, y así morirá. Por dicho de dos o de tres testigos morirá el que hubiere de morir… La mano de los testigos caerá primero sobre él para matarlo, y después la mano de todo el pueblo; así quitarás el mal de en medio de ti".
- Ezequiel 8,6-15: Dios muestra al profeta el culto idólatra que se practicaba en la puerta norte de Jerusalén: "Mira las viles abominaciones que se están cometiendo aquí… y allí, retratadas sobre el muro que rodeaba, estaban todas las clases de cosas repugnantes, y bestias repulsivas, y todos los ídolos de la casa de Israel… Y he aquí que estaban sentadas unas mujeres plañendo a Tamuz… Y me dijo… Verás abominaciones incluso mayores que éstas". Tanto eran las «abominaciones» de los hebreos, que Dios ordena masacrarlos: "Y he aquí que seis varones venían… y cada uno traía en su mano un instrumento para destruir… Y dijo Dios… Pasad por la ciudad… y matad; no perdone vuestro ojo, ni tengáis misericordia. Matad a viejos, jóvenes y vírgenes, niños y mujeres, hasta que no quede ninguno" (Ezequiel 9,2).

La pena capital tuvo, con tales antecedentes, un amplio apoyo de parte de los teólogos cristianos desde el siglo IV d. C.: San Ambrosio (340-397) solicitó a los miembros del clero que se pronunciaran sobre la pena capital e incluso pedía que la ejecutaran; San Agustín (354-430) contestó en su libro La ciudad de Dios a las objeciones a la pena capital que se realizaban a partir del quinto mandamiento. Por su parte Santo Tomás de Aquino (1224-1274) y Duns Scoto (1266-1308) sostenían que las escrituras respaldaban el poder de las autoridades civiles para establecer esta como método de prevención y disuasión necesario, no como forma de venganza. El papa Inocencio III (1161-1216) dijo a Pedro Valdo y a los valdenses que aceptaran que el "poder secular puede, sin pecado mortal, ejercer el juicios de sangre, siempre que se castigara motivado por la justicia, no por el odio, con prudencia y sin precipitación" como prerrequisitos para la reconciliación con la Iglesia. La aplicación de estos conceptos llevó a la persecución y asesinato de personas acusadas de herejía y a la concreción de las cruzada contra albigenses y valdenses.
Durante la Edad Media y en los inicios de la Edad Moderna, la Inquisición fue autorizada por la Santa Sede para que entregara a los herejes a la autoridad secular para su ejecución en la hoguera, y los Estados Pontificios llevaron a cabo ejecuciones por diferentes delitos.
El catolicismo (1566) codificó sus enseñanzas de acuerdo a las cuales Dios encargó a las autoridades civiles poderes sobre la vida y la muerte. Los doctores de la Iglesia Roberto Belarmino y Alfonso de Ligorio, así como teólogos modernos como Francisco de Vitoria, Tomás Moro y Francisco Suárez, apoyaron la pena capital.

### Argumentos en contra de la pena capital basados en el Nuevo Testamento y las enseñanzas de Jesucristo
Antes del siglo IV la postura invariable del cristianismo primitivo había sido contraria a la pena de muerte y al servicio militar.
Celso alude como característica propia de los cristianos el rechazo de estos a servir en la milicia. Tertuliano expresamente condena abiertamente el servicio militar. El rechazo al servicio militar se debe, sobre todo, a la posibilidad de cometer actos de idolatría. Pero también en otros tratados suyos, Sobre los espectáculos (de la época montanista), Sobre la paciencia, alude a la prohibición absoluta de matar, y en un tercero, Sobre la huida en la persecución, alaba la resistencia no armada, basada en el comportamiento no violento de Jesús, en el momento del prendimiento. En Contra Marción, anterior a la época montanista de Tertuliano, este sostiene que la violencia de la espada solo conduce a engaños, injusticias y maldades. En su tratado Sobre los espectáculos presenta a los cristianos como sacerdotes de la paz, y, por tanto, no pueden hacer la guerra, y en el Sobre la idolatría defiende que el ejercicio de una magistratura está prohibido al cristiano, porque está vinculado al ejercicio de la tortura y de la violencia. En su tratado Sobre la resurrección de la carne escribe que un arma bañada de sangre es un arma homicida.
Orígenes presenta el rechazo a la violencia como una característica de los cristianos. Los cristianos no podían servir en el ejército, porque eran un pueblo sacerdotal, y los sacerdotes paganos estaban liberados de servir en el ejército. Justino Mártir, en su Apología primera y en el Diálogo con Trifón rechaza la guerra y el mesianismo basado en la violencia, pedido por los judíos y por algunos judeocristianos. Según Ireneo de Lyon, Cristo es el pacificador, el que puede hacer desaparecer la guerra, y él vuelve pacíficos a los hombres, no solo de forma individual, sino también colectiva. Atenágoras, apoyado en un fragmento del Evangelio de Mateo, escribe que los cristianos están educados en un pasaje que condena la violencia. Critica los actos armados que destruyen los pueblos y las ciudades, y condena a los que hacen tales acciones. El apologista latino Minucio Félix recuerda a los cristianos la prohibición de matar, rechaza el expansionismo romano basado en las destrucciones y en la muerte de otros pueblos.
Hipólito de Roma (170-237) fue hostil al ejército, aunque lo vio también como fuerza que frena el desorden. En la Traditio apostólica, atribuida a Hipólito, el servicio militar figura entre las profesiones prohibidas a los cristianos, pues el soldado debe matar, y jurar por el emperador, ambas cosas prohibidas a los cristianos. Ningún catecúmeno o bautizado debe entrar en el ejército, para no desagradar a Dios; y en caso contrario, debe ser arrojado de la Iglesia. Se excluye de la comunidad cristiana a los que tenían la potestas gladii: los procónsules, los legados, los procuradores y los magistrados civiles. Este texto, sacado de una normativa de la Iglesia, datado entre los años 215-220, prueba que la Iglesia de comienzos del siglo III dictaba ya normas canónicas sobre el servicio militar.
Cipriano, obispo de Cartago, en el tratado Ad Donatum, poco después del año 246, considera la guerra como un homicidio legalizado. El asesinato individual se equipara al colectivo. En su tratado De bono patientiae, obra redactada en torno a 256, considera al homicidio un pecado capital. En su De dominica oratione, fechada en tomo al año 251, afirma que el odio es causa de toda violencia.
El apologista Arnobio de Sicca (255-330) considera que la guerra es ajena a la mentalidad pacifista de los cristianos. Los cristianos prefieren ser asesinados a matar ellos. Arnobio condena la guerra y sus efectos destructivos, y también el servicio militar, considerándolos pecados. Él ataca a la guerra como parte de su criticismo teológico a la religión romana. Lactancio, discípulo del anterior, en su obra Divinae Institutiones es partidario de la no violencia y profundamente antimilitarista; condena el homicidio, tanto a nivel individual, como social, y también la pena de muerte. El homicidio es un sacrilegio porque el hombre es un animal sagrado. Para Lactancio el cristianismo es incompatible con el servicio militar, que está prohibido no tanto por motivos de idolatría cuanto por el rechazo de la violencia.
La Iglesia anterior al Edicto de Milán fue mayoritariamente antimilitarista, pacifista y contraria a la pena de muerte, aunque la jerarquía, al contrario, toleraba el servicio militar. Durante el siglo III en las cohortes pretorianas se conocen solo cinco inscripciones de soldados cristianos, y entre las actas auténticas de mártires anteriores a la persecución de Decio, ninguna es de militares, pero desde ese entonces y empezando con la persecución de Decio se registran varios nombres de soldados cristianos ejecutados por negarse a participar en actos de diolatría, y también de mártires objetores de conciencia al servicio militar como Maximiliano de Theveste quien fue ejecutado en 295. Como un medio de persuadirlo el procónsul de África le mencionó que otros cristianos servían en el ejército sin problemas de conciencia. En efecto, a partir del Edicto de Milán ocurrió un cambió de criterio en el cristianismo. El concilio de Arlés, del año 314, excomulga a los soldados cristianos desertores. En ese mismo año Lactancio, cambiando su opinión anterior, elogia la actividad guerrera de Constantino.
Posteriormente solo en el movimiento menonita tardío se volvería a encontrar un pacifismo y objeción de conciencia tan marcado. Desde entonces la posición de las distintas confesiones cristianas se ha modificado radicalmente a favor de la abolición, principalmente en el siglo XX. La interpretación moderna que se da de la Biblia, y en particular del Nuevo Testamento y el ejemplo y palabras de Jesucristo, desaprueba la pena de muerte. Los cristianos que se oponen a la pena de muerte lo hacen igualmente en base de las Escrituras, sosteniendo que la enseñanza de Jesús abolió la pena de muerte en la ley (Mateo 5:38-39, asumiendo que el Sermón del Monte es válido no solo para los cristiano sino para toda persona), y también lo abolió por medio de su ejemplo (Juan 8:3-11) y el mandato del amor y el perdón, que proscriben la venganza. En Juan 8:7 se afirma: “quien esté libre de pecado, que arroje la primera piedra”, en referencia a su opinión acerca de la lapidación de una adúltera, o en Lucas 6:27-39: “pero yo les digo a los que me escuchan: amad a vuestros enemigos, haced el bien a quienes os odien, bendecid a quienes os maldigan, roga por quienes os difamen. Al que te hiera en una mejilla, preséntala también la otra; y al que te quite el manto, no le niegues la túnica". Además, al fin y al cabo, incluso en el Antiguo Testamento Dios dejó vivir a Caín tras asesinar este a su hermano Abel, y no lo mató. La pena de muerte atenta contra el quinto mandamiento: "no matarás", pues la vida es de Dios. La pena capital atenta contra el perdón y la misericordia recomendados por Jesús. Es absurdo entender aplicables las disposiciones de la Ley mosaica, que imponían la muerte por hechos que hoy en día no pueden merecer justamente tal castigo (por ejemplo, no respetar el descanso del sábado, tener relaciones sexuales con mujer menstruante, desobedecer a los padres, etc.), al haber quedado superadas tales rigoristas disposiciones por el nuevo mensaje de Jesucristo.

### Doctrina abolicionista de la Iglesia Católica
Considerando la tradición del cristianismo primitivo como ortodoxia superior por jerarquía temporal la Iglesia católica se opone a la pena de muerte. Bajo el pontificado de Juan Pablo II, su encíclica Evangelium Vitae denunció el aborto, la pena capital y la eutanasia como formas de homicidio y, por tanto, inaceptables para un católico. El Catecismo de la Iglesia Católica proclama que "a la luz del Evangelio" la pena de muerte es "un ataque contra la inviolabilidad y la dignidad de la persona" y se compromete con determinación a su abolición en todo el mundo.
El Estado de la Ciudad del Vaticano derogó la pena de muerte en 1969, durante el pontificado de Pablo VI. Solamente se contemplaba para el intento de magnicidio del sumo pontífice y nunca fue aplicada. Pero anteriormente los Estados Pontificios contemplaron y aplicaron la ejecución para diversos casos, incluyendo la expresión de posiciones filósoficas o religiosas no aceptadas por dicha entidad estatal. Solo por cuenta de la Inquisición romana, organismo administrativamente dependiente del papado, se emitieron 1250 sentencias de muerte a partir de 1542, según la estimación del historiador italiano Andrea Del Col.
El 2 de agosto de 2018, la Iglesia católica bajo el papa Francisco adoptó la opinión de que la pena de muerte es inadmisible, porque atenta contra la dignidad del hombre.
Los pronunciamientos de la Iglesia oponiéndose a la pena capital pueden tener cierto impacto político. La Iglesia católica rechaza toda forma de ejecución y así lo ha expresado en relación con las últimas ejecuciones en diversas partes del mundo, los recientes intentos polacos de reinstaurar la pena de muerte, o las ejecuciones cometidas en países comunistas, como Corea del Norte, la antigua Unión Soviética o Cuba. La Iglesia de San Francisco de Asís en Raleigh, Carolina del Norte, ha llevado el tema de la pena de muerte al candelero de la vida política.

### Iglesias Anglicana y Episcopaliana
La Conferencia de Lambeth de obispos anglicanos y episcopalianos condenó la aplicación de la pena capital en 1988.

### Iglesia Metodista Unida y otras iglesias protestantes
La Iglesia Metodista Unida, junto con otras iglesias metodistas, también condena la pena capital, afirmando que no se puede aceptar la venganza personal o social como razón para tomar una vida humana.
La iglesia también sostiene que la pena de muerte se aplica en una proporción injusta y desigual a personas marginadas, incluyendo a pobres, personas con baja o nula formación académica, minorías religiosas y étnicas, y personas con enfermedades emocionales y mentales. La Conferencia General de la Iglesia Metodista Unida pide a sus obispos que muestren oposición a la pena capital, y a los gobiernos que establezcan una moratoria inmediata en la aplicación de sentencias de pena capital.
Las Iglesias de Cristo Unidas, Discípulos de Cristo (Christian Churches), Iglesia Episcopal EE. UU., Iglesia Presbiteriana EE. UU., Bautistas Americanos, Iglesia Luterana Evangélica, Conferencia General de Bautistas Generales y otras iglesias liberales se oponen a la pena de muerte.

### Cristianos evangélicos conservadores
La mayoría de los cristianos evangélicos se mantienen a favor de la pena de muerte, según un estudio, alrededor de 3 cuartos de los evangélicos apoyan la pena de muerte, siendo una de las ramas más fundamentalistas, tal ha sido el caso de la Iglesia Bautista de Westboro, el cual busca que se penalicen actos que condena la biblia con la pena capital.

### Testigos de Jehová
Si bien los testigos de Jehová son objetores de conciencia al servicio militar no se pronuncian ni a favor ni en contra respecto a la controversia sobre la pena de muerte por considerarla un tema sociopolítico, mientras que ellos se declaran neutrales respecto a cuestiones de política contingente.

### Mormones
La Iglesia de Jesucristo de los Santos de los últimos Días no se opone ni promueve la pena de muerte, sino que deja la responsabilidad en los individuos de cada país implementarla o no en sus sistemas de leyes, así como el juicio y aplicación de sanciones.

## Islam

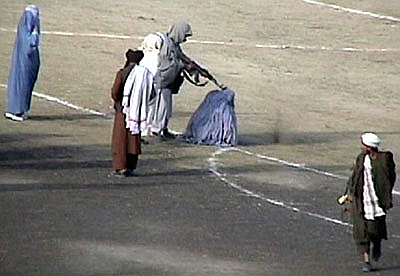
Ejecución pública de Zarmeena en el Estadio Deportivo Ghazi de Kabul, el 16 de noviembre de 1999.

El Corán prescribe la pena de muerte para varios delitos (o hadd), como el robo, el adulterio o la apostasía. El Corán dice: "El castigo para aquellos que luchan contra Dios y Su Mensajero es que se los mate o crucifique, o que se les amputen las manos y las piernas, o que se exilien." El homicidio es tratado por el contrario como un delito común, no religioso, y por tanto entra dentro de la ley de qisas (venganza): los académicos islámicos defienden que la aplicación de la pena de muerte es aceptable, pero que la víctima, o sus parientes más próximos si esta ha fallecido, tienen el derecho de perdonar al acusado o exigirle un pago en compensación.
La mayoría de los países donde hoy se aplica la pena de muerte son de mayoría musulmana, y en ningún país de mayoría musulmana se ha abolido la pena de muerte (excepto en Albania, Bosnia-Herzegovina, Turquía, Azerbaiyán y los países del Turquestán),[cita requerida] siendo en ellos en ocasiones particularmente problemática su aplicación para ciertos hechos que por motivos culturales o religiosos se entienden inmorales y que en muchos otros países ni siquiera son delictivos.

## Jainismo
El jainismo, una religión de la India aparecida por la misma época que el budismo, sostiene la santidad de toda forma de vida (doctrina de ahimsa), y uno de los cinco votos que debe hacer todo creyente es el de renunciar a matar seres vivientes (Pranatipätaviraman Mahavrat, o voto de la no violencia absoluta.)

## Judaísmo
Las enseñanzas religiosas oficiales del judaísmo aprueban en principio la aplicación de la pena de muerte: la Torá (y el Antiguo Testamento de la Biblia cristiana), establecen la pena de muerte para el homicidio, el secuestro, los sacrificios humanos, la magia, la violación del shabat, la blasfemia, las falsas profecías, la adoración de otros dioses, maldecir o golpear a los padres, y una amplia gama de crímenes sexuales (adulterio, homosexualidad, incesto, zoofilia, relaciones sexuales durante la menstruación), debiéndose ejecutar la pena capital, según la interpretación oral de la Ley Mosaica, por la espada (Éxodo 21), estrangulamiento y fuego (Lev. 20), o lapidación (Deut. 21).
Sin embargo, el nivel de pruebas acusatorias que requiere para su aplicación es extremadamente exigente, y la pena capital ha sido abolida de facto por varias decisiones talmúdicas, convirtiendo las situaciones en las que podría ser empleada en algo hipotético e imposible en la práctica. «40 años antes de la destrucción del Templo de Jerusalén» (año 30), el Sanedrín prohibió en la práctica el uso de la pena capital, convirtiéndola en un límite superior hipotético a la severidad del castigo, lo que hacía su uso aceptable tan solo por parte de Dios, no de seres humanos falibles. Es también representativa del judaísmo la postura de Maimónides.
El Estado de Israel, influido por tal doctrina, y por la experiencia traumática del Holocausto, ha aplicado oficialmente una sola vez la pena capital, de manera extraordinaria, contra el criminal de guerra nazi Adolf Eichmann, a quien se le imputaron 15 cargos, entre ellos crímenes contra la humanidad, siendo declarado culpable de todos ellos. Murió en la horca en la madrugada del 1 de junio de 1962.